# هری دیویس (بازیکن فوتبال، زاده ۱۹۰۴)
هری دیویس (انگلیسی: Harry Davies; ۲۹ ژانویهٔ ۱۹۰۴ – ۲۳ آوریل ۱۹۷۵) بازیکن فوتبال اهل بریتانیا بود.
از باشگاه‌هایی که در آن بازی کرده‌است می‌توان به باشگاه فوتبال استوک سیتی، باشگاه فوتبال پورت ویل، و باشگاه فوتبال هادرزفیلد تاون اشاره کرد.